# Augustin de Beaulieu
Pour les articles homonymes, voir Beaulieu.
 (juillet 2014).
Augustin de Beaulieu, né à Rouen en 1589 et mort à Toulon en 1637, est un navigateur et explorateur français du XVIIe siècle.

## Biographie
Il fait connaitre très tôt sa vocation bien déterminée pour la marine vers laquelle il avait tourné toutes ses études. En 1612, dès l’âge de vingt-trois ans, il effectue avec le chevalier de Bricqueville, un gentilhomme normand, un premier voyage sur les côtes d’Afrique, en Gambie, dans le dessein d’y établir une colonie française.
S’étant attaché, en 1616, à une compagnie formée pour une exploitation commerciale dans les Indes orientales, il obtient la conduite d’un navire sous les ordres du capitaine de Nets. Ils sont attaqués vigoureusement par les Néerlandais qui réussissent à leur prendre leur plus gros navire, commandé par le capitaine de Nets. La cargaison de celui que montait de Beaulieu, ayant échappé à la prise, est néanmoins plus que suffisante pour couvrir les frais de l’entreprise.
En 1619, il obtient le commandement d’une nouvelle expédition armée dans les Indes avec deux gros bâtiments et une patache (275 équipages, 106 canons) appelée la « flotte de Montmorency », d’après son commanditaire, l’amiral de Montmorency. Il met à nouveau le cap sur les Indes à partir de Honfleur, avec l’objectif de lutter contre les Hollandais en Extrême-Orient et établir des relations commerciales avec le parrainage de négociants rouennais et parisiens. Beaulieu a laissé une célèbre description du Cap, l’année de son occupation par l’Angleterre. La flotte s’étant rendue à Aceh, cette expérience a permis à Beaulieu de dresser l’une des meilleures descriptions du début du XVIIe siècle de cette ville. Beaulieu rencontre le sultan Iskandar Muda pour obtenir une licence commerciale et un accord visant à établir une manufacture.
Alors qu’il revient avec sa cargaison, il est de nouveau attaqué, au large de Sumatra, par les Néerlandais qui brulent un de ses bâtiments et en capturent un autre, qui restera en Asie pour le commerce entre pays. Beaulieu réussit à leur échapper en sauvant entièrement l’autre navire, qui retourne au Havre en 1622. Enfin en 1624, avec le traité de Compiègne, Richelieu a obtenu un accord avec les Néerlandais pour cesser les combats en Orient. Beaulieu préconisait la colonisation de Madagascar par la France, ce dont Richelieu, par peur de s’aliéner les Néerlandais, était partisan de s’abstenir. Ce n’est qu’en 1665, avec la création de la Compagnie des Indes orientales, que la France tentera de coloniser cette île. Beaulieu a écrit en 1631-1632 :

« Je trouve l’ile [Madagascar], une fois que nous y serons établis, propre aux aventures partout dans les Indes orientales… car à la bonne saison on peut toucher à partir dudit lieu la Perse… où peut être établi un commerce très utile et important… Et lorsque ledit commerce avec la Perse est importun, celui avec les pays du grand Moghol, Ceylan, Masulipatam, le Bengale, Pégou, Kedda, Achin, Tiku et Bantam peut aisément suivre. »

Appelé, quelques années plus tard, au service du roi, il est envoyé dans l’île de Ré, où les calvinistes venaient de faire une manifestation. Connaissant son mérite et appréciant sa bravoure, le cardinal de Richelieu lui fait donner le commandement d’un bâtiment de guerre pour aller, avec l’armée sous les ordres du comte d’Harcourt, mettre le siège devant les îles Sainte-Marguerite et Saint-Honorat. Après la prise de ces îles et, au retour d’une expédition de l’armée en Sardaigne, il tombe malade à Toulon où il meurt de la fièvre jaune en 1637.

## Publication
- Augustin de Beaulieu, Memoires du voyage aux Indes orientales du general Beaulieu dressés par luy-mesme, dans Relations de divers voyages curieux qui n'ont point esté publiées, éd. Melchisédech Thévenot, Seconde partie, Paris, Jacques Langlois, 1664, pp. 1-123 ; réimp. 1696
- Augustin de Beaulieu, De rampspoedige scheepvaart der Franschen naar Oostindien, onder ’t beleit van de Heer Generaal Augustyn van Beaulieu, met drie schepen, uit Normandye, trad. J. H. Glazemaker, Amsterdam, Jan Tiewertsz et Pieter Arentsz, 1669, 4to., 8 gravures. 170 p. (traduction néerlandaise)
- Augustin de Beaulieu, Memoirs of Admiral Beaulieu's Voyage to the East Indies drawn up by himself, translated from M. Thevenot's large collection of voyages, dans John Harris, éd., Navigantium atque itinerantium bibliotheca, or A compleat collection of voyages and travels, I, London, 1705[1].
- Augustin de Beaulieu, Mémoires d’un voyage aux Indes orientales, 1619-1622 : un marchand normand à Sumatra, Éd. Denys Lombard, Paris, Maisonneuve & Larose, 1996.  (ISBN 2-7068-1244-3)

### Sources et bibliographie
- Gabriel Gravier, Augustin Beaulieu, navigateur rouennais (1589-1637), Rouen, Cagniard, 1897
- Théodore-Éloi Lebreton, Biographie rouennaise, Rouen, Le Brument, 1865
- Michel Vergé-Franceschi, Abraham Duquesne. Huguenot et marin du Roi-Soleil, Éditions France-Empire, Chaintreaux, 2014  (ISBN 978-2-7048-1261-5)